# Paraplonobia coldeniae
Paraplonobia coldeniae är en spindeldjursart som först beskrevs av James P. Tuttle och Baker 1964.  Paraplonobia coldeniae ingår i släktet Paraplonobia och familjen Tetranychidae. Inga underarter finns listade i Catalogue of Life.